# 枝むち

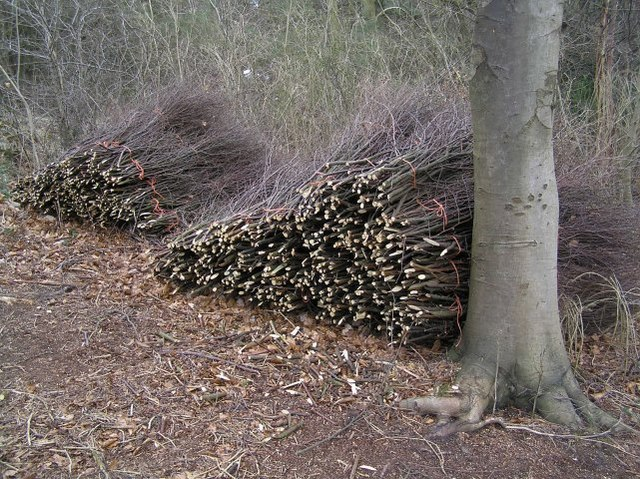
切りそろえられたカバの枝の束。

枝むち（えだむち）は、体罰のひとつで、カバの枝で作った枝むち（英語: birch rod：しばしば短縮してbirch）を用い、典型的には罰を受ける者の臀部を叩くものである。時として、背中や肩が叩かれることもある。

## 道具
用いられる枝むちは、体罰を行なう道具とするために、葉を取り去ったカバの枝を数本束ねたものである。
英語の名称では「棒」を意味する rod が単数形になっているが、実際の枝むちは、1本の棒ではなく、材料に用いる枝もカバとは限らない。強くてしなやかな枝であれば、何でも良いので、ヤナギをはじめ様々な木や低木の枝が用いられた。ハシバミ（ヘーゼル）の枝で作った枝むち(英語: hazel rod)は特に痛いとされ、ヨーロッパの司法制度の中で最後まで枝むちが正式な刑罰として残っていたマン島では、1960年代から1970年代にかけての時期まで、4本から5本のハシバミの枝を束ねた枝むちが使用されていた。
枝むちの威力は、大きさによっても異なり、長さ、重さ、枝の数などがそれに関わった。懲罰を与える側は、何種類かを使い分ける場合もあり、枝むちにはそれぞれ形状によって異なる名称がつけられていた。例えば、ダートムア監獄(Dartmoor (HM Prison))では、16歳以上の男性受刑者の懲戒に用いる 16オンス (450 g)、 48インチ (1.2 m) の枝むちを「大むち (senior birch)」と称していた。
枝むちを水に漬けて使用することの効果については、いろいろ異なる見解があるが、水に漬けることで空気抵抗は増さないで重さだけを増せることは間違いなく、枝むちの使い手に十分な力があれば、衝撃は大きくなる。伝統的に、枝むちは、使用する前に濃い塩水に漬けられることで、重さと柔軟性と強靭さが増すとされ、痛みという意味でも、受刑者の肉体が傷つけられて切り傷やみみず腫れができるという意味でも、この刑罰をいっそう重いものにした。塩水には殺菌作用もあるので、刑罰の後に傷口から感染菌が入り込むのを防ぐ助けにもなった。

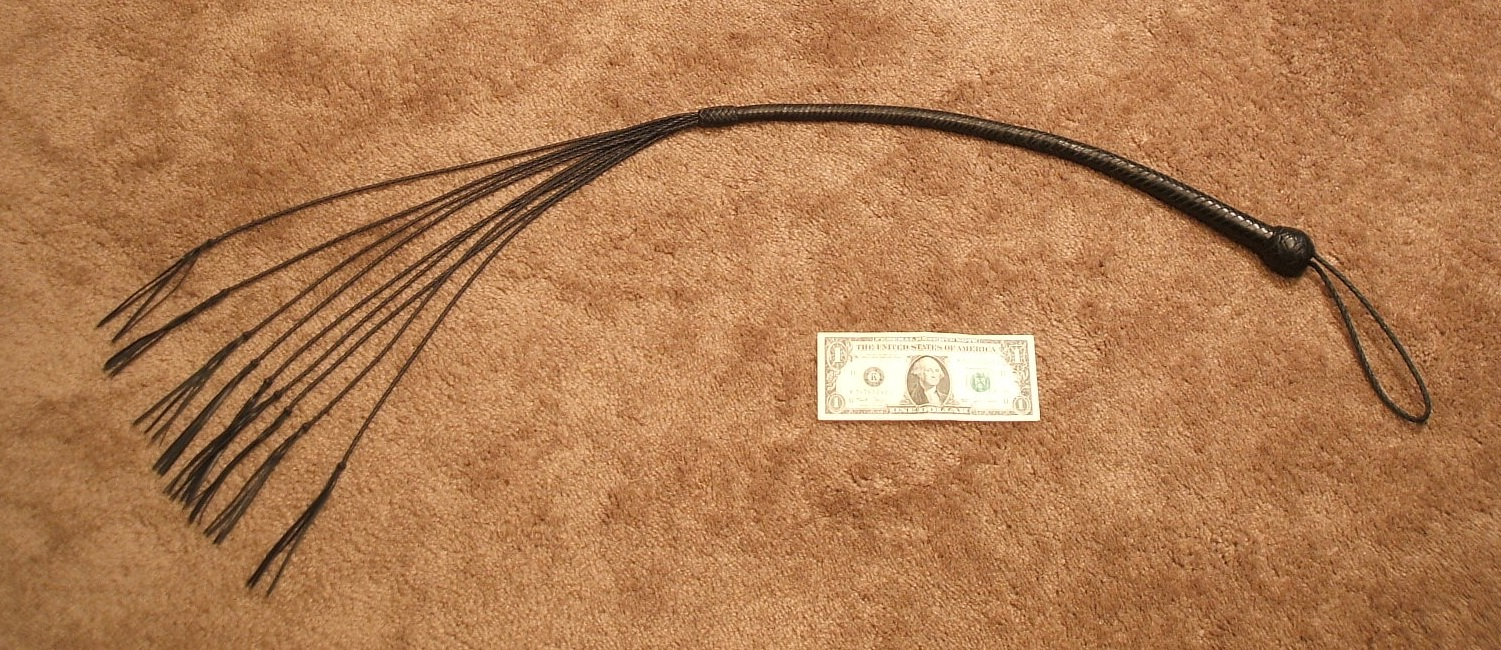
cat o' nine tails

1860年代には、イギリス海軍がそれまで少年水兵の懲罰に使用していた九尾の猫鞭(cat o' nine tails)の使用を止めた。この猫鞭は監獄で用いられていた悪名高いものであったが、これに代わって枝むちが導入された。枝むちは比較的上層の人々にとっては、学校でこのお仕置きを受けたこともある、なじみの深いものであった。同じ頃、一般の法廷でも、海軍の例に習って、少年や若者の刑法上の体罰に用いる道具を、それまでの革鞭や猫鞭から、枝むちに切り替えるようになった。海軍では、使用する枝むちの標準化が試みられ、海軍本部は「様式化された枝むち (patterned birch)」や「様式化された杖 (patterned cane)」の仕様書を作成し、それがおもなドックヤードに常備されるようにした。航海の間に、悪さをした少年水兵の尻を叩きまくって枝むちが消耗してしまうので、上陸時にはかなりの量を調達しなければならなかったのである。
「法の枝むち (judicial birch)」という呼称は、裁判の結果下される刑罰として枝むち打ちが行なわれる場合に使われる、より厳しいタイプの枝むちを指す表現で、特に、マン島におけるハシバミの枝むちを指した。1951年に出された覚書（内容はそれ以前の実践の追認である可能性もある）は、イギリスのすべての監獄において使用が認められる枝むち（および猫鞭）を、ロンドン南部のワンズワース監獄(Wandsworth (HM Prison))に回収することを命じた上で、受刑者の懲罰に必要な場合は、ワンズワースから猫鞭3本を貸し出すので、使用する前に「徹底的に」テストをした上でこれを用いるようにと指示していた。
一方、「イートンの枝むち (Eton birch)」のように校名などを付けた呼称は、学校で懲罰に用いる、より小さいカバの枝から作られた枝むちを指した。

## むち打ちの体勢

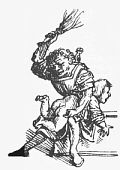
むき出しの尻を枝むちで叩かれる中世の男子生徒の図

打たれるのが小さな子供の場合、打つ者はその子を膝の上に載せて枝むちをふるうことができる。さもなければ、子供は椅子などに掴まって前屈みに上半身を倒し、尻を突き出す。法的な刑罰として執行する場合には、打たれる者を縛って固定し、逃げようともがいて動き過ぎないようにすることもある。
一部の監獄や矯正施設には、「枝むち打ちのロバ (birching donkey)」とか「枝むち打ちの小馬 (birching pony)」と称された木製の枷が、枝むち打ちのために用意されていた。枝むち打ちに関する詳細な規則は存在していなかったので、監獄や警察はそれぞれ、様々な異なる方法で、それに様々な呼称をつけながら、違法な振る舞いをした未成年や成人を前屈みにさせ、罰を与えていた。このほかにも、また別の器具を用いて、立ったまま、あるいは、寄りかかった姿勢で枝むちを打つやり方もあった。
学校でよく用いられていたのは、「ホーシング (horsing)」とよばれる姿勢で、打たれる者は両手をとられて別の誰か（クラスメートなど）に背負われるようになるか、2人（ないしそれ以上）の肩につかまるように前屈みになった。イートン校などのエリート校では、特に用意された木製の台の上に跪くことになっていた。
特に巧妙にできていた器具は、「フロッギング・テーブル (flogging table)」で、これはテーブルに腕を通す穴が2つ空いており、そこから腕を通させた上で、足を所定の位置に縛り付け、腰の上で体を固定すると、腕を抜くことはできないが無駄に動かしてもがくことはできるというものであった。これは、打たれる者に、無力感を強く与えるので、矯正の目的に適うものと考えられていた。
どのような姿勢をとるにせよ打たれる者の両足をきつく閉じさせておくなどの方法で、睾丸の裏側を叩くことがないように配慮することが必要であった。

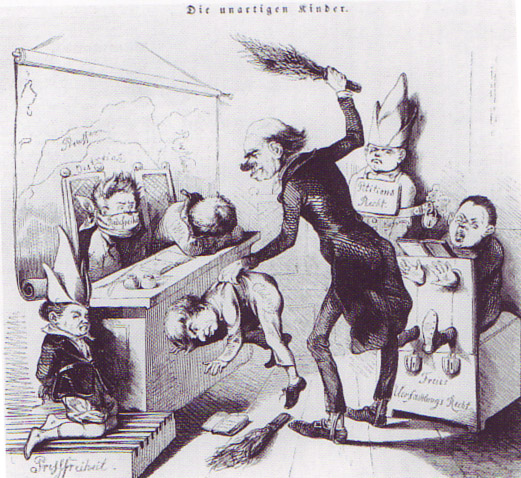
枝むちを振るう教師を描いた、1849年のドイツの風刺画

## 歴史
枝むち打ちは、木製の杖を用いる杖刑が広まる19世紀まで、ヨーロッパにおいて最も一般的な学校における体罰であり、刑罰でもあった。いくつかの証言によると、監獄によっては、伝説的とされるほどの九尾の猫鞭よりも枝むちの方が恐れられていたという。枝むちは、（イギリスにみならず大陸諸国でも）つねにむき出しの臀部に対して用いられるものであったため、この屈辱は通常、少年に対して適用され（猫鞭も同様に裸の尻に打ち据えられた）、成人に対して行なわれる場合は、背中や肩が打たれることが多かった。もっとも、20世紀の裁判官たちは、猫鞭より枝むちを命じることが多くなってゆき、イギリス本国において成人に対する法的刑罰として鞭打ちが認められていた最後の時期においては、それが認められる唯一の犯罪であった強盗犯に対しても、同様の傾向があった。
枝むち打ちは、フランス革命の際にも用いられた。革命派の女性指導者のひとりアン・ジョセフィ・テロワーニュ・ド・メリクールは、公衆の面前でむち打たれたことがきっかけで発狂し、精神病院で最期を迎えた。1793年5月31日、ジャコバン派の女性達がテュイルリー宮殿の公開庭園でテロワーニュを捕らえ、衣服をはぎ取って裸にした上で裸の尻をむち打ったのであった。
20世紀のイギリスにおける刑罰としての枝むち打ちは、成人に対するまともな処罰としてではなく、例えば少額の窃盗などを犯した少年に対する軽微な懲罰として、用いられることが多かった。この処罰はイングランドやウェールズでは14歳まで、スコットランドでは16歳までの少年少女に適用された。この未成年者に対する処罰に用いられる枝むちは、比較的軽く、小さなもので、枝むち打ちは、通常は治安判事裁判所で判決が下されると直ちに、裁判所内の部屋か近くの警察署において、非公開の場で警察官によって執行された。
今日では、枝むち打ちが刑罰として用いられることはほとんどないし、子供の躾に用いられることもほぼ完全になくなった。イギリスにおける刑罰としての枝むち打ちは、未成年者、成人とも、1948年に廃止された。ただし、監獄内における暴力的な反抗に対する処罰としては1962年まで制度上認められていた。グレートブリテン島とアイルランドの間のアイリッシュ海に位置し、王室属領として独自の法制度を持つマン島では、1976年まで未成年の犯罪者を枝むち打ち刑に処し続け、かなりの論争を呼んだ。同様に、やはり王室属領であるチャンネル諸島のジャージーやガーンジーにおいても、1960年代半ばまで、触法少年の処罰に枝むちが使用されていた。カリブ海の島国であるトリニダード・トバゴでは、1953年の体罰法によって、高等裁判所が男性被告に対し、他の刑罰との合わせた懲罰として（しばしば懲役刑に加えて） 、結び目を作った九尾の猫鞭（イギリス海軍の伝統を受け継いだ綱で作られたもの）による鞭打ちか、タマリンド （チョウセンモダマ）の枝むち、ないしは他の素材で作った枝むちによる枝むち打ちを命じることができるようになっており、さらに大統領には、これ以外の体罰を承認する権限も与えられている。トリニダード・トバゴでは、2000年に法律上の成人年齢が16歳から18歳に引き上げられた。現在、トリニダード・トバゴは、公式に枝むち打ちを制度に取り込んでいる唯一の国と言えよう。

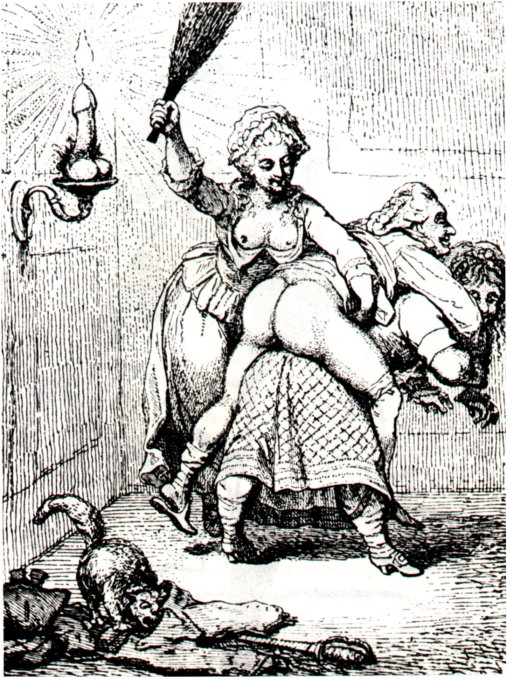
SM (性風俗)としての枝むちの使用、1780年ころの木版画

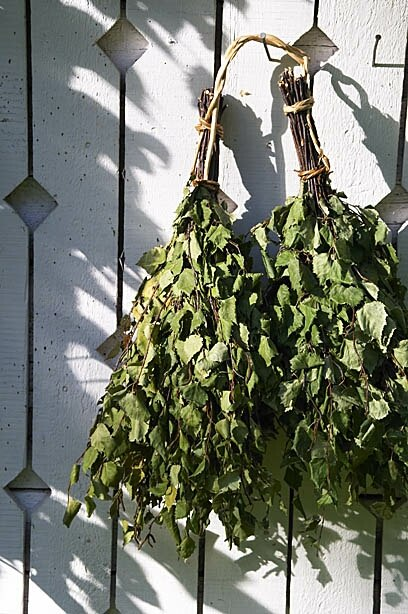
フィンランド式サウナで使用する葉のついたカバの枝「ヴァスタ」

## 懲罰以外の目的で使用される枝むち
- バーチングは、SM (性風俗)の実践のひとつでもある。BDSMのプレイのひとつが バーチング、すなわち枝むち打ちであり、M側は小枝や葉の付いた状態の枝で打たれたり、引っ掻かれることになる。スパンキングも参照のこと。
- 広くはスカンディナヴィア、バルト三国からロシアにかけて、特にフィンランドにおいては、サウナに入っているときに、血行を促進し、毛穴を開くためのマッサージとして、自分の体を、水に漬けたカバの小枝で叩くという習慣がある。これに使う小枝は「ヴァスタ (Vasta)」と呼ばれ、慎重に選びとられ、葉は付いたまま残されており、使用前には水に浸して柔らかくしておく。この小枝で体を叩くと、膚に心地よい刺激があり、痛みはほとんど感じない。